# Clusiodes albimanus
Clusiodes albimanus är en tvåvingeart som beskrevs av Johann Wilhelm Meigen 1830. Clusiodes albimanus ingår i släktet Clusiodes och familjen träflugor. Arten är reproducerande i Sverige. Inga underarter finns listade i Catalogue of Life.

## Bildgalleri

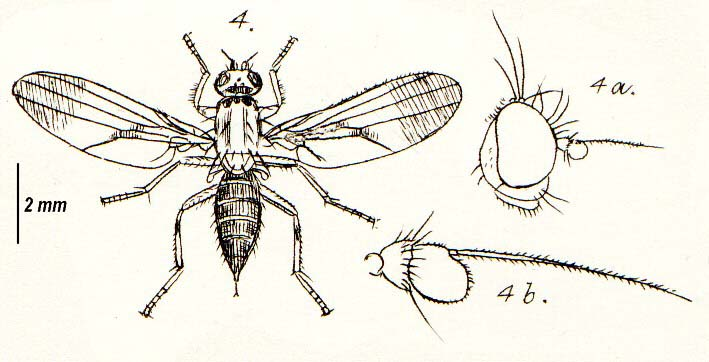